# Гимн Китая
«Марш доброво́льцев» (кит. трад. 義勇軍進行曲, упр. 义勇军进行曲, пиньинь Yìyǒngjūn Jìnxíngqǔ, палл. Июнцзюнь цзиньсинцюй) — государственный гимн Китайской Народной Республики, написанный в 1935 году известным поэтом и драматургом Тянь Ханем (田汉), музыку к гимну написал Не Эр (聂耳). Во время культурной революции фактическим гимном Китая была песня «Алеет Восток» (кит. «Дунфан Хун»), однако «Марш добровольцев» периодически исполнялся — так, он звучал в революционной опере «Красный Восток» 1965 года и, наряду с «Алеет Восток» и «Интернационалом», на похоронах Мао Цзэдуна в сентябре 1976 года.
В 1978—1982 годах гимн исполнялся с изменённым текстом, содержащим упоминание Мао Цзэдуна, Коммунистической партии Китая и коммунистического будущего.
С 1997 года стал гимном Гонконга вследствие его передачи в состав КНР, заменив тем самым прежний гимн, британский «God Save the Queen», являющимся гимном с 1841 года.
С 1999 года стал гимном Макао вследствие его передачи в состав КНР, так же заменив прежний португальский гимн «A Portuguesa», являвшимся гимном с 1910 года.

## Слова
| Традиционный текст 起來！不願做奴隸的人們！ 把我們的血肉，築成我們新的長城！ 中華民族到了最危險的時候， 每個人被迫著發出最後的吼聲。 起來！起來！起來！ 我們萬眾一心， 冒著敵人的砲火，前進！ 前進！前進！進！ | Упрощённый текст 起来！不愿做奴隶的人们！ 把我们的血肉，筑成我们新的长城！ 中华民族到了最危险的时候， 每个人被迫着发出最后的吼声。 起来！起来！起来！ 我们万众一心， 冒着敌人的炮火，前进！ 前进！前进！进！ |

| Пиньинь Qǐlái! Búyuàn zuò núlì de rénmen! Bǎ wǒmen de xuèròu, zhùchéng wǒmen xīnde chángchéng! Zhōnghuá Mínzú dào le zùi wēixiǎnde shíhòu, Měige rén bèipòzhe fāchū zùihòude hǒushēng. Qǐlái! Qǐlái! Qǐlái! Wǒmen wànzhòngyīxīn, Màozhe dírén de pàohuǒ, Qiánjìn! Qiánjìn! Qiánjìn! Jìn! | Ютпхин Hei²loi⁴! Bat¹jyun⁶ zou⁶ nou⁴dai⁶ dik¹ jan⁴mun⁴! Baa² ngo⁵mun⁴ dik¹ hyut³juk⁶, zuk¹sing⁴ ngo⁵mun⁴ san¹dik¹ coeng⁴ sing⁴! Zung¹waa⁴ man⁴zuk⁶ dou³ liu⁵ zeoi³ ngai⁴him²dik¹ si⁴ hau⁶, Mui⁵go³ jan⁴ bei⁶bik¹zoek³ faat³ceot¹ zeoi³hau⁶dik¹ hau³sing¹. Hei²loi⁴! Hei²loi⁴! Hei²loi⁴! Ngo⁵mun⁴ maan⁶zung³jat¹sam¹, Mou⁶zoek⁶ dik⁶jan⁴ dik¹ paau³fo², cin⁴zeon³! Cin⁴zeon³! Cin⁴zeon³! Zeon³! |

| Транскрипция Палладия Цилай! Буюань цзо нули дэ жэньмэнь! Ба вомэнь дэ сюэжоу, чжучэн вомэнь синьдэ чанчэн! Чжунхуа Миньцзу дао ляо цзуй вэйсяньдэ шихоу, Мэйгэ жэнь бэйпочжэ фачу цзуйхоудэ хоушэн. Цилай! Цилай! Цилай! Вомэнь ваньчжун-исинь, Маочжэ дижэнь дэ паохо, Цяньцзинь! Цяньцзинь! Цяньцзинь! Цзинь! | Вольный перевод Вставай, кто рабства больше не хочет! Своими кровью и плотью построим нашу новую Великую стену! Пробил час тревожный! Спасём мы родной край! Пусть кругом, как гром грохочет наш боевой клич: Вставай! Вставай! Вставай! Миллионы людей, Мы единое сердце! Через оружейный огонь врага, вперёд! Вперёд! Вперёд! Вперёд! В бой! |

Вариант 1978—1982 годов
| Упрощённый текст Пиньинь | Вольный перевод |
| --- | --- |
| 前进! 各民族英雄的人民！ 伟大的共产党，领导我们继续长征！ 万众一心奔向共产主义明天！ 建设祖国，保卫祖国，英勇地斗争。 前进！前进！前进！ 我们千秋万代， 高举毛泽东旗帜， 前进！ 高举毛泽东旗帜， 前进！ 前进！ 前进！ 进！ | Вперёд! Каждый — национальный герой! Мы продолжаем Великий поход под руководством великой компартии! Миллионы с единым сердцем Идут в коммунистическое завтра. Развивайте и защищайте страну, боритесь храбро. Вперёд! Вперёд! Вперёд! Мы на века Поднимаем знамя Мао Цзэдуна, вперёд! Поднимем знамя Мао Цзэдуна, вперёд! Вперёд! Вперёд! Вперёд! |

## Вариации
Марш был ремикширован различными исполнителями:
- Американский музыкант Поль Робсон записал его на китайском и английском языке в 1941 для альбома 1941 года «Chee Lai! Songs of New China»[6].
- Словенская группа «Laibach» создала электронную версию марша с текстами на английском и китайском для своего альбома «Volk»[7].
- Британский музыкант Деймон Албарн включил «свободную и оптимистичную» версию гимна в саундтрек к своему мюзиклу «Monkey: Journey to the West»[8].
- Немецкий музыкант Хольгер Шукай включил сокращённую инструментальную версию гимна в свой альбом «Der Osten ist Rot» («Восток красный»).